# Salma (Syria)
Salma (arab. ‏سلمى‎) – miejscowość w Syrii, w muhafazie Latakia. W spisie z 2004 roku liczyła 2131 mieszkańców.

## Historia
Miejscowość tradycyjnie zamieszkana była przez Kurdów i muzułmanów-sunnitów. W odróżnieniu od innych wiosek w górach Dżabal al-Akrad, do Salmy stosunkowo wcześnie doprowadzono prąd i asfalt (lata 60–70. XX wieku).
Salma została w 2012 roku zajęta przez rebeliantów i odtąd przebiegał przy niej jeden z frontów wojny w Syrii. Rozlokowały się w niej pododdziały Dżabhat an-Nusra i innych dżihadystów, którzy w sierpniu 2013 wyprowadzili stąd nieudaną ofensywę w kierunku Latakii, popełniając liczne zbrodnie wobec ludności cywilnej w sąsiednich wsiach alawickich.
12 stycznia 2016 syryjska armia odbiła miejscowość z rąk dżihadystów.